# Judy Pollock
Judy Pollock, eigentlich Judith Florence Pollock, geb. Amoore; (* 25. Juni 1940 in Victoria, Australien) ist eine ehemalige australische Sprinterin und Mittelstreckenläuferin.
Bei den Olympischen Spielen 1964 in Tokio gewann sie im 400-Meter-Lauf die Bronzemedaille hinter ihrer Landsmännin Betty Cuthbert (Gold) und der Britin Ann Packer (Silber).
1966 gewann sie bei den British Empire and Commonwealth Games in Kingston über 440 Yards die Goldmedaille vor der Britin Deirdre Watkinson (Silber) und der Jamaikanerin Una Morris (Bronze) sowie die Silbermedaille über 880 Yards hinter der Kanadierin Abby Hoffman (Gold) und vor der Britin Anne Smith (Bronze). Über 220 Yards wurde sie Vierte.
Bei den Olympischen Spielen 1976 in Montreal erreichte sie über 800 m das Halbfinale und schied über 1500 m im Vorlauf aus.
Je viermal wurde sie Australische Meisterin über 400 m bzw. 440 Yards (1965–1967, 1972) und 800 m bzw. 880 Yards (1965–1967, 1972). 1976 holte sie den nationalen Titel über 1500 m.

## Persönliche Bestzeiten
- 200 m: 23,7 s, 5. Februar 1972, Melbourne
- 400 m: 52,3 s, 22. Februar 1972, Melbourne
- 440 Yards: 52,1 s, 27. Februar 1965, Perth
- 800 m: 1:59,93 min, 24. Juli 1976, Montreal
- 1000 m: 2:38,8 min, 18. Juli 1976, Montreal
- 1500 m: 4:14,22 min, 28. Juli 1976, Montreal